# Duc de Fife
 (juin 2018).
Si vous disposez d'ouvrages ou d'articles de référence ou si vous connaissez des sites web de qualité traitant du thème abordé ici, merci de compléter l'article en donnant les références utiles à sa vérifiabilité et en les liant à la section « Notes et références ».

Armoiries du Duc de Fife (David Charles Carnegie) en vigueur depuis 2017

Duc de Fife est un titre créé dans la pairie du Royaume-Uni en 1889 pour le 1er duc Alexander Duff lorsque celui-ci épouse la princesse Louise du Royaume-Uni, fille du roi Édouard VII et d'Alexandra de Danemark. Il s'agit du dernier titre de duc qui ait été créé au Royaume-Uni pour une personne n'étant pas le fils, le petit-fils ou l'époux du souverain, Alexander Duff étant toutefois le petit-fils par alliance de la reine Victoria. Un second duché de Fife lui est attribué en 1900, avec une disposition spéciale permettant à ses filles d'hériter du titre.

## Liste des ducs de Fife
1. Alexander Duff (1849-1912), 1er duc de Fife, 6e comte Fife, 1er comte de Fife (à l'exception du duché de Fife crée en 1900, tous ses titres s'éteignent à sa mort) ;
2. Alexandra Duff (1891-1959), 2e duchesse de Fife (fille du précédent) ;
3. James Carnegie (1929-2015), 3e duc de Fife (neveu de la précédente) ;
4. David Carnegie (né en 1961), 4e duc de Fife (fils du précédent) ;